# Edward Ruscha
Edward Ruscha Joseph IV (Omaha, 16 de dezembro de 1937) é um artista americano associado ao movimento da Pop Art. As suas obras congeminam meios tão mediáticos como a pintura, a gravura, o desenho, a fotografia e o cinema. Ed Ruscha alcançou o reconhecimento através de pinturas que incorporam palavras e frases e pela publicação dos muitos livros de fotografia, todos influenciados pela "inexpressiva" irreverência da Pop Art.[carece de fontes?]
Nascido em 1937, em Omaha, Nebraska, Edward Ruscha foi criado em Oklahoma, nos Estados Unidos, desde 1941. Em 1966, mudou-se para Los Angeles, onde cursou o Chouinard Art Institute. Atualmente, vive e trabalha em Los Angeles e é representado pela Gagosian Gallery. Teve sua primeira exposição individual em 1963, na Galeria Ferus.

O trabalho de Ruscha é marcado pela combinação da paisagem urbana e uma linguagem própria para comunicar uma determinada experiência urbana. Através da pintura, do desenho, da fotografia e livros de artista, o trabalho de Ruscha enfrenta a banalidade da vida urbana e alfineta a mídia de massa, que nos confronta diariamente com uma enxurrada de imagens.
Ruscha vive e trabalha em Culver City, Califórnia.